# Parydra ozerovi
Parydra ozerovi är en tvåvingeart som beskrevs av Nina Krivosheina 1989. Parydra ozerovi ingår i släktet Parydra och familjen vattenflugor. Inga underarter finns listade i Catalogue of Life.